# 关岛议会
关岛议会（英語：Legislature of Guam）是美國海外領地关岛的立法机关。关岛议会实行一院制，由15名议员组成。每届议会任期2年。现任议长是民主黨籍的特蕾莎·M·泰拉耶。